# 哈里·迪克特·怀特
哈里·迪克特·怀特（英語：Harry Dexter White，1892年10月9日—1948年8月16日），美国财政部高级官员，通过与美国财政部长小亨利·摩根索的密切合作，他参与制定了美国二战期间针对盟国的金融政策，后来被指控向苏联传递机密信息，美苏曾一度是盟友，后来反目成仇。
他曾作为美国高级官员参与1944年建立战后经济秩序的布雷顿森林会议。他主导了此次会议，使得会议采用了他对战后金融制度的设想，放弃了英国代表凯恩斯的设想。在布雷顿森林会议上，怀特是国际货币基金组织和世界银行的总设计师。
怀特1948年被控为苏联间谍，他坚决否认。尽管他从未加入共产党，根据联邦调查局解密档案中监听和破解的苏联通讯信息——即维诺那计划——可以断定，他是苏联方面的线人。

## 背景
哈里·迪克特·怀特1892年10月29日出生于马赛诸塞州波士顿。他是立陶宛裔犹太移民夫妇约瑟夫·怀特和萨拉·马琪卢斯基的第七个也是最小的孩子。这对夫妇是19世纪80年代定居到美国的。1917年他参加美国陆军，一战期间以中尉军衔在法国服非战斗兵役。直到30岁时他才开始进入大学学习，首先在哥伦比亚大学，然后在斯坦福大学，在那里他得到了第一个经济学学位。哈佛大学出版社1933年出版了他的博士论文，题为1880年-1913年的法国国际账户。他的博士论文获得了哈佛大学经济学系每年颁发的大卫·A·威尔斯奖。在38岁获得哈佛大学经济学博士之后，他教了四年书，先是在哈佛，后来在威斯康辛州的劳伦斯大学。

## 财政部任职
1934年，在财政部供职的经济学家雅各布·维纳给怀特提供了一个财政部的职位，而他接受了。（1941年，维纳从劳伦斯大学得到了一个荣誉学位，这所大学是怀特供职财政部之前教书的学校。）怀特自此在货币事务上的角色越发重要，并成为财政部长小亨利·摩根索的头号顾问，特别是在关于同中国、日本、拉美和英国的国际财政事务方面。 怀特崇拜苏联，历史学家萨姆·坦能豪斯就其为苏联充当间谍写道：“怀特的性格中夹杂着目中无人的傲慢与胆怯的恐惧，他更乐意于提交货币政策方面的宏大备忘录……而不是供比科夫（一名格鲁乌特工）及其莫斯科上级选阅的有关财政部高层对话的平常报告。”

### 日本政策
1941年11月，怀特向摩根索提交了一份备忘录，后来得到广泛流传并影响了国务院的计划。怀特提倡采取理解性的和平解决方案，以缓和急剧升级的美日矛盾，呼吁双方都做出重大妥协。朗格和格里森的报告指出，怀特的提案被国务院彻底修改，而美方的核心诉求远在怀特提案之前很久就已成型了。这一核心诉求即要求日本从中国撤军，这一点日本完全不能考虑。 复杂的谈判在1941年11月底在美国政府高层及其关键性盟邦英国与中国之间展开，而怀特和摩根索是无法接触到这一层的，怀特的提案从未提交给日方。 但是有些历史学家主张是怀特操纵了摩根索和罗斯福，激发了对日战争以保护斯大林的远东防线。历史学家埃里克·洛奇威反对这些主张，声称这些主张是根据一些伪造档案得出的。
1941年12月美国参战以后，财政部长摩根索任命怀特担任财政部和国务院之间关于全部外交事务的联络人，此外他还被指派负责汇率稳定基金。怀特最终得以主导财政部的战时国际事务，并获得了有关美国及其战时盟友的经济状况的广泛可靠的情报。他向他所知晓的苏联间谍传递了多份秘密文件。
怀特是一位高度投入的国际主义者，他被引导投身到延续同苏联的战时同盟关系并以贸易保证和平的事业上去。他相信强有力的多边国际组织能够避免凡尔赛条约的错误并防止全球范围内的经济萧条。作为拥有独立资金来源的财金研究所的领导人，怀特得以不受正常公职人员规范和背景审查限制雇佣成员。他或许并不知情他的几位雇员是苏联间谍。

### 摩根索计划
据亨利·摩根索儿子所称，怀特是摩根索计划的主要设想者，该计划旨在永久性削弱德国的军事能力。 由怀特起草的摩根索战后计划，要求完全剥夺德国的工业，毁掉其军事力量，并将其转化为一个农业社会，过程中要摧毁大部分德国经济及其发动另一场战争的实力。该计划的一个版本在1944年第二次魁北克会议上由总统小富兰克林·罗斯福和英国首相温斯顿·丘吉尔签署，其目的局限于将德国转变为“一个有本国特色的农畜业国家”。但是，怀特的部门内某些接触到这一计划的人士将其泄露给媒体，而怀特本人将一个高级版本提供给苏联情报人员。 公众的抗议迫使罗斯福公开地部分撤回了这一计划。纳粹和约瑟夫·戈培尔利用摩根索计划发动一场宣传攻势以鼓励其军队与公民继续抵抗。包括奥马尔·布拉德利将军在内的很多人注意到“德国军队近乎奇迹般地复苏了”。不过最后摩根索还是得以影响到战后的占领政策。

### 布雷顿森林会议
怀特在1944年布雷顿森林会议上是美方的高级官员，而且据称主导了会议，不顾英国代表约翰·梅纳德·凯恩斯的反对，将自己的设想在会上通过。 几位经济史学家得出结论认为怀特和强有力的美国代表团错误地无视了凯恩斯的创新性金融主张，即建立一个新型的国际货币单位（所谓银行金）由各国外汇储备组成并由各国央行持有。本恩·斯蒂尔在2013年的论文中认为，自1971年以来专家们就被1944年的框架迷惑。埃里克·赫莱纳在2014年的论文中认为美国当时的主要目标是促进国际发展以利于和平时期的投资，开放全世界以便进口便宜商品，并为美国出口品开辟新市场。他指出南半球各国的政策制定者和分析家越来越多地指责布雷顿森林体系为“一个北半球主导的安排，不利于他们的国家主导发展战略。” 战后，怀特密切参与建立所谓的布雷顿森林体系机构——国际货币基金组织和世界银行。这些机构旨在预防一战后发生的那些经济问题。至迟至1945年11月，怀特继续主张加强同苏联的关系。1947年6月19日，怀特突然从国际货币基金组织辞职，当天腾空了他的办公室。

## 间谍指控

### 钱伯斯的指控：1939年，1945年，1948年
1939年9月2日，助理国务卿兼罗斯福的内部安全顾问阿道夫·A·伯利在记者伊萨克·唐·列文的安排下，同苏联叛谍惠特克·钱伯斯进行了一场会面。在会面当夜晚些时候列文写下的笔记里列出了一系列名字，包括一位“怀特先生”。 伯利的会谈笔记中没有提到怀特。 伯利起草的四页备忘录后来提交给总统，认为其内阁中有间谍网的说法是“荒唐的”。联邦调查局局長埃德加·胡佛至迟至1942年， 也将钱伯斯的揭露说成是“故事，假说，或是欺骗”。
1945年3月20日，国务院安全官员雷蒙德·墨菲采访了钱伯斯。他的笔记记下了钱伯斯将怀特指认为“一个逃脱了的相当胆怯的党员”，说他把很多地下美国共产党党员带进了财政部。

1948年春，杜鲁门的助理斯蒂芬·J·斯宾甘讯问了惠特克·钱伯斯，当时已公开承认自己为前苏联间谍特工，问到了哈里·迪克特·怀特：“钱伯斯……告诉我他不认为哈里·怀特是共产党员，他认为怀特自视自己比共产党员高明，可以利用他们，可是实际上是他们利用了他。”  后来钱伯斯在1948年8月3日就其与怀特之间至1938年之前在地下共产党附属组织内的联系作证。  钱伯斯提供了他在苏联在美间谍网中担任信使时的文件，其中有一份手写的备忘录他声明是怀特给他的。财政部证实这份文件包含来自国务院的高度机密材料，而联邦调查局实验室证实了这是怀特的笔迹。 但是钱伯斯声明怀特是他联系人中效率最低的。  钱伯斯说怀特，“他的动机总让我莫名其妙。”（这一细节后来被其孙子大卫·钱伯斯低估了。）

### 本特利的指控：1945年，1948年，1953年
1945年11月7日，苏联叛谍、信使伊丽莎白·本特利告诉联邦调查局调查者，称在1942年底或是1943年初她从苏联间谍内森·格里高利·西尔维马斯特和路德维格·乌尔曼那里得知他们正在拍摄并通过她传递给克格勃间谍主管雅各布·戈洛斯的情报来源之一就是哈里·迪克特·怀特。
第二天，联邦调查局长埃德加·胡佛给在白宫的杜鲁门总统军事助理哈里·范高将军人工寄送了一封信，报告称“美国政府雇员中的一系列人士正在向联邦政府之外的人员提供数据和情报，这些人又将这些情报转交给苏联政府的间谍特工。”这封信列出了一打本特利提供的嫌疑人名单，其中第二位就是哈里·迪克特·怀特。
联邦调查局总结了本特利提供的情报，随后对她指认的嫌疑人进行了调查，其中包括怀特。 调查报告题为“苏联在美间谍活动”， 于1945年12月4日提交给白宫、司法部长和国务院。 六周后，1946年1月23日，杜鲁门提名怀特担任国际货币基金组织美国方面主管。联邦调查局的反应是提交了一份专门针对怀特及其联系人的内容长达28页的备忘录，白宫方面于1946年2月4日签收。 怀特的提名于1946年2月6日被参议院批准，当时参议院对针对怀特的指控不知情。
（六年以后，杜鲁门在作证时称在接到这则情报后怀特“被及时隔离于政府公务之外了”——首先是从财政部，然后是从国际货币基金组织。 实际上，怀特在国际货币基金组织任职到1947年6月19日——这是联邦调查局向白宫发出关于他的警告两年多以后——当天他突然辞职并迅速清空了他的办公室，此时正逢司法部长汤姆·克拉克下令针对本特利的指控组织联邦大陪审团调查。）
1948年7月31日，本特利告诉众议院非美活动调查委员会怀特在二战期间为苏联进行间谍活动， 将敏感的财政部文件交给苏联特工。本特利称怀特的员工从他那里将情报交给她。在本特利1953年的证词中她声称怀特对于财政部将盟军在德国占领区通行的军用马克印版交给苏联的措施负有责任，苏联方面借此得以用废纸印刷货币， 在占领区造成黑市现象并引起严重通货膨胀， 给美国造成2亿5千万美元的损失。 但对此的另一种解释是财政部官员担心否决苏联方面对占领区马克印版的请求会危害战后合作。
本特利在她1951年的自传中声称她“得以通过哈里·迪克特·怀特安排美国财政部将实际使用的货币印版交给俄国人”。 本特利在此前的作证中没有向联邦调查局和任何委员会、大陪审团、公诉人提到此事，而且当时并没有证据证明本特利在此次活动中扮演了任何角色。有些人质疑本特利在其中的角色。  在她1953年对约瑟夫·麦卡锡的参议院委员会作证的过程中，她作证并详细叙述了她接受克格勃纽约站长伊萨克·阿卜杜洛维奇·阿赫梅洛夫（行动化名“比尔”）的指令，通过路德维格·乌尔曼和内森·格里高利·西尔维马斯特向怀特传话“给向俄国交出印版的行动施加压力”。  这是本特利的早期传记作者凯瑟琳·奥姆斯特德唯一一次认为本特利对自己的角色撒了谎， 她引述历史学家布鲁斯·克雷格的结论“整个‘阴谋’是彻底的捏造”。  然而，本特利的证词在半个世纪后以戏剧性的方式同在苏联档案馆中发现的一份回忆录对上了号。在这份回忆录中，克格勃美国局（本特利的供职单位）领导盖伊克·奥瓦基米安 引用了一份纽约方面（本特利的工作据点） 成文于1944年4月14日（当时本特利在运作西尔维马斯特间谍网） 的报告，称怀特通过西尔维马斯特“接受我们的指令”，“向财政部把德国占领区马克雕版交给苏联方面做出了许可的决定”。

## 个人生活和逝世
1918年，怀特同安妮·特里·怀特结婚，两人育有二女，露丝（1926年5月11日-2009年12月28日）和琼（1929年5月12日-2012年9月9日）。
1948年8月13日，怀特在众议院非美活动调查委员会作证，否认自己是共产党员。在结束作证后他遭遇一次心脏病发作。他离开华盛顿到位于新罕布什尔州菲茨威廉的农场休养。他刚到达那里就又遭遇心脏病发作。 两天后，1948年8月16日，他以55岁的年龄去世， 死因据报告称是地高辛使用过量。

## 遗产

### 1953年真纳和麦卡锡的指控
参议院威廉·真纳领导的参议院内部安全委员会（SISS）对政府部门进行的内部连环彻查中对非民选官员行使未经授权和不受控制权力的问题进行了详细调查，特别是针对怀特。得出报告中的部分是关于罗斯福政府施行的中国政策，以《摩根索日记（中国）》为名出版。  报告称：
“财政部中特别是财金研究部里聚集了大量共产党同情者，这是创下纪录的事实。怀特是该部门的第一任主管，继承他的主管是柯福兰和哈罗德·葛莱瑟。受雇于财金研究部的有威廉·路德维格·乌尔曼、厄尔文·卡普兰和维克托·佩洛。其中，怀特、柯福兰、葛莱瑟、卡普兰、佩洛都被认定为共产党阴谋组织的成员……”
委员会还听取了亨利·摩根索的演讲撰写人乔纳森·米歇尔的证词，指出怀特试图说服他苏联已经发展出一套可以取代资本主义和基督教的体系。
1953年，参议员约瑟夫·麦卡锡和艾森豪威尔政府的司法部长小赫伯特·布朗内尔公布了在杜鲁门总统任命怀特任职国际货币基金组织之前联邦调查局给政府当局发出的警告。布朗内尔公开了联邦调查局1945年11月8日写给白宫的信，其中对怀特及其他人发出了警告。这显示白宫在杜鲁门提名怀特任职国际货币基金组织六周之前就已收到联邦调查局题为《苏联在美间谍活动》的报告，其中就包括怀特的案件。
参议员丹尼尔·帕特里克·莫伊尼汉在1997年莫伊尼汉委员会报告中就政府保密问题写下的引言中，尽管不否认联邦调查局向杜鲁门发出许多此类警告，但指出杜鲁门始终未被告知关于维诺那计划的情况。. 为证明此点，他引用美国国家安全局和中央情报局撰写的维诺那计划官方历史中的一则声明称“没有明显证据能够证明”杜鲁门总统知晓维诺那计划。

### 维诺那计划
国安局的密码学家认定哈里·迪克特·怀特就是维诺那计划破解密电多次提到的消息来源，其行动代号有“律师”、 “理查德” 和“陪审员”。 在他死后两年，在一份1950年10月15日成文的备忘录中，怀特被联邦调查局根据维诺那计划收集的证据认定为苏联线人，行动代号“陪审员”。

数年后，司法部公开了维诺那计划，其中破解的苏联有线电报里以“陪审员”指代苏联线人怀特。联邦调查局就怀特提交的备忘录中报告称：
“您此前已经收到从（维诺那计划）中搜集到的关于‘陪审员’的情报，此人活跃于1944年。根据（维诺那计划）之前收到的关于‘陪审员’上交的情报，1944年4月间他提交了关于时任国务卿赫尔同副总统华莱士之间对话的报告。他还报告了华莱士的中国之行。1944年8月5日他向苏联报告称他坚信除非有一场重大军事失利，罗斯福能够在即将到来的的选举中获胜。他还报告说选择杜鲁门担任副总统是考虑到要保证民主党保守派的选票。据报告称，‘陪审员’很愿意为克格勃做出任何个人牺牲，但他担心他的行为一旦曝光会造成政治丑闻，对选举会有影响。”
这一代号被克格勃档案员瓦西里·米特罗欣的笔记证实，其中点出了六名关键性苏联特工的名字。哈里·迪克特·怀特位列其中，其代号一开始是“卡西尔”后来是“陪审员”。
怀特作为帮助苏联发挥影响力的特工的另一个例子就是他在1943年阻挠了向中国国民党政府提供一笔已许诺的两亿美元贷款，他所收到的指令 要求在通货膨胀上升至不可控制之时就要执行这笔贷款。
另一些维诺那破解密电显示出对怀特更加不利的证据，包括怀特向他的苏联递信人建议如何碰头和传递信息。维诺那档案71号破解密电包含了怀特讨论为他给苏联所做工作应得的报酬。
1997年，由民主党参议员丹尼尔·帕特里克·莫伊尼汉担任主席的跨党派有关政府保密事务的莫伊尼汉委员会公布其结论：“关于国务院的阿尔杰·希斯的复杂案件已经可以定案，财政部的哈里·迪克特·怀特亦是如此。”
苏联档案员和克格勃工作人员亚历山大·瓦西里耶夫披露了关于怀特充当苏联特工行为的复杂性的更多证据。在其与阿兰·韦恩斯坦所著的《闹鬼的森林：苏联在美间谍活动——斯大林时代》（The Haunted Wood: Soviet Espionage in America — the Stalin Era）中，作为前苏联记者和克格勃工作人员的瓦西里耶夫公布了关于怀特为苏联做事的相关苏联档案。怀特坚持把财政部职员、苏联内务人民委员会间谍哈罗德·葛莱瑟“提拔并保留在财政部，尽管知晓他的共产党背景”。有怀特撑腰，葛莱瑟通过了联邦调查局背景调查。1941年12月秘密情报部门向哈里·怀特提出报告指出有证据表明葛莱瑟参与了共产党活动。怀特从未回应这份报告。葛莱瑟继续供职于财政部，很快开始招募其他特工，并开始给苏联内政部提供有关财政部人员和其他潜在间谍人选的简报。在美国参加二战以后，葛莱瑟在怀特的批准下得以得到政府部门中几个更高职位的任命。
根据苏联档案，怀特的其它克格勃代号有“理查德”和“里德”。为了保护这一线人，苏联情报部门经常更换怀特的行动代号。

### 对其苏联联系的分析
在2000年，罗伯特·斯基德尔斯基在分析证据后得出结论：
“在天真、肤浅和对自己判断的过分自信——也包括他的背景——这几种因素的共同作用解释了怀特的所作所为。这无疑是叛国，在向敌国透露本国情报这一层次上。但是毫无疑问，怀特在向苏联人传递密级情报的时候知道他在背叛对他的信任，即便他不觉得他是在叛国。”
 2004年，斯蒂芬·施莱辛格写道：“在历史学家中，对怀特的判决仍未定案，但是很多人倾向于认为他想要帮助俄国人，但不认为自己的行为构成间谍行为。”
2012年布鲁斯·克莱格写道：
“就个人而言，有人会主张说，从某些文件中可以看出，怀特或许并不知悉他给的情报会被传递给莫斯科。但是总的分析来看，对于那些主张怀特的行为并不构成——就今天的标准来看——间谍行为的怀特辩护者们来说，（安德鲁·）瓦西里耶夫提供的文件几乎抹去了他们的辩护空间。”
2012年，大卫·钱伯斯写道：“或许怀特也有自己的使命……或许他想利用他的职位来扶植苏联——一个刚刚在1933年获得承认的、基于新政政策基础上的崭新而新生的美国盟友。”
本恩·斯蒂尔在2013年写道：
“对于怀特，可以肯定地说，在很多年的时间里，他把美国政府的机密情报以原件、转录或是口头的形式传递给一些就他所知可以转交给苏联政府的个人……但是怀特所提倡的经济学绝不是马克思主义的……至于怀特的国内政治倾向，当时是新政派进步主义者占主流，没有证据表明他倾向于作为意识形态的共产主义。在怀特就经济学和政治观点公开的一面，和他为苏联所做的秘密行为的另一面之间有巨大的裂痕。这种裂痕构成了这个人众多无法令人信服的个人档案。”
怀特的女儿们坚定地捍卫他的无辜。1990年她们声明：“尽管在多年联邦调查局的密切监视——包括尾随和窃听——之下，针对怀特构陷出的证据也仅仅是两位并不认识他的联邦调查局线人提供的无根据的指控（包括时代杂志的主子惠特克·钱伯斯）。”  1998年，他的女儿琼·怀特·平坎代表她和她的姐姐露丝·怀特·列维坦写道：“不论如何，作为一位卓越的忠实效忠他的祖国的出色经济学家的女儿，我和我的姐姐坚信，按照考文垂·帕特摩尔的话说，‘真相是伟大的，终将获胜，哪怕无人相信它会获胜’。”  2012年，琼·怀特·平砍写道：“我对本·斯蒂尔4月9日所合写的文章《银行家、交易员、士兵、间谍》一文提出书面抗议。 对我父亲哈里·迪克特·怀特的陈旧的间谍指控又像事实一样被老调重弹。”  为回应这份2012年的声明，惠特克·钱伯斯的孙子大卫·钱伯斯写道：
“平坎女士忠实地捍卫她的父亲。关于怀特所作所为的全部证据可能永远无法浮出水面。即便这些证据浮现，人们也无法否认他为了一个更好的世界建立了一个更好的财政体系。他的成就终将和美国财政部、布雷顿森林和国际货币基金组织共存，也包括他在众议院非美活动调查委员会上所宣誓的美国信条。而从反面说，惠特克·钱伯斯在斯大林清算了所有受他欺骗的党内对手多年之后，还在全力洗白斯大林化的共产主义骗局。（但这并不能排除钱伯斯对怀特的揭露。）”